# آنسلم آلفورس
آنسلم آلفورس (فنلاندی: Anselm Ahlfors; ۲۹ دسامبر ۱۸۹۷ – ۱۳ اوت ۱۹۷۴) کشتی‌گیر اهل فنلاند بود.